# Maggie De Block
Maggie Celine Louise De Block (ur. 28 kwietnia 1962 w Merchtem) – belgijska i flamandzka polityk oraz lekarka, działaczka partii Flamandzcy Liberałowie i Demokraci (Open VLD), parlamentarzystka, sekretarz stanu, a od 2014 do 2020 minister w rządzie federalnym.

## Życiorys
W 1988 ukończyła studia z zakresu medycyny na niderlandzkojęzycznym Vrije Universiteit Brussel, uzyskując specjalizację z  medycyny rodzinnej. Następnie do 2011 praktykowała w zawodzie lekarza.
Zaangażowała się w działalność polityczną w ramach flamandzkich liberałów. W 1999 po raz pierwszy została wybrana do Izby Reprezentantów. Reelekcję uzyskiwała w 2003, 2007, 2010, 2014 i 2019.
W 2011 objęła stanowisko sekretarz stanu ds. polityki azylowej i migracji, integracji społecznej i przeciwdziałania ubóstwu. W lipcu 2014 w rządzie Elia Di Rupo zastąpiła Annemie Turtelboom na urzędzie ministra sprawiedliwości. W październiku tegoż roku przeszła na stanowisko ministra spraw społecznych i zdrowia w gabinecie, na czele którego stanął Charles Michel. W grudniu 2018 powierzono jej dodatkowo sprawy azylu i migracji. Pozostała na dotychczasowej funkcji rządowej, gdy w październiku 2019 na czele przejściowego gabinetu stanęła Sophie Wilmès, a także w marcu 2020, gdy Sophie Wilmès utworzyła swój drugi rząd. Zakończyła urzędowanie wraz z całym gabinetem w październiku 2020.
Odznaczona Krzyżem Oficerskim Orderu Leopolda.